# 平頭隆背海鯰
平頭隆背海鯰為輻鰭魚綱鯰形目海鯰科的其中一種，分布於中美洲墨西哥及巴拿馬太平洋岸半鹹水水域、海域，體長可達60公分，棲息在沙底質沿海、河口區，屬肉食性，以無脊椎動物為食，可作為食用魚。

## 擴展閱讀
維基物種上的相關：平頭隆背海鯰